# Pfarrkirche Grieskirchen

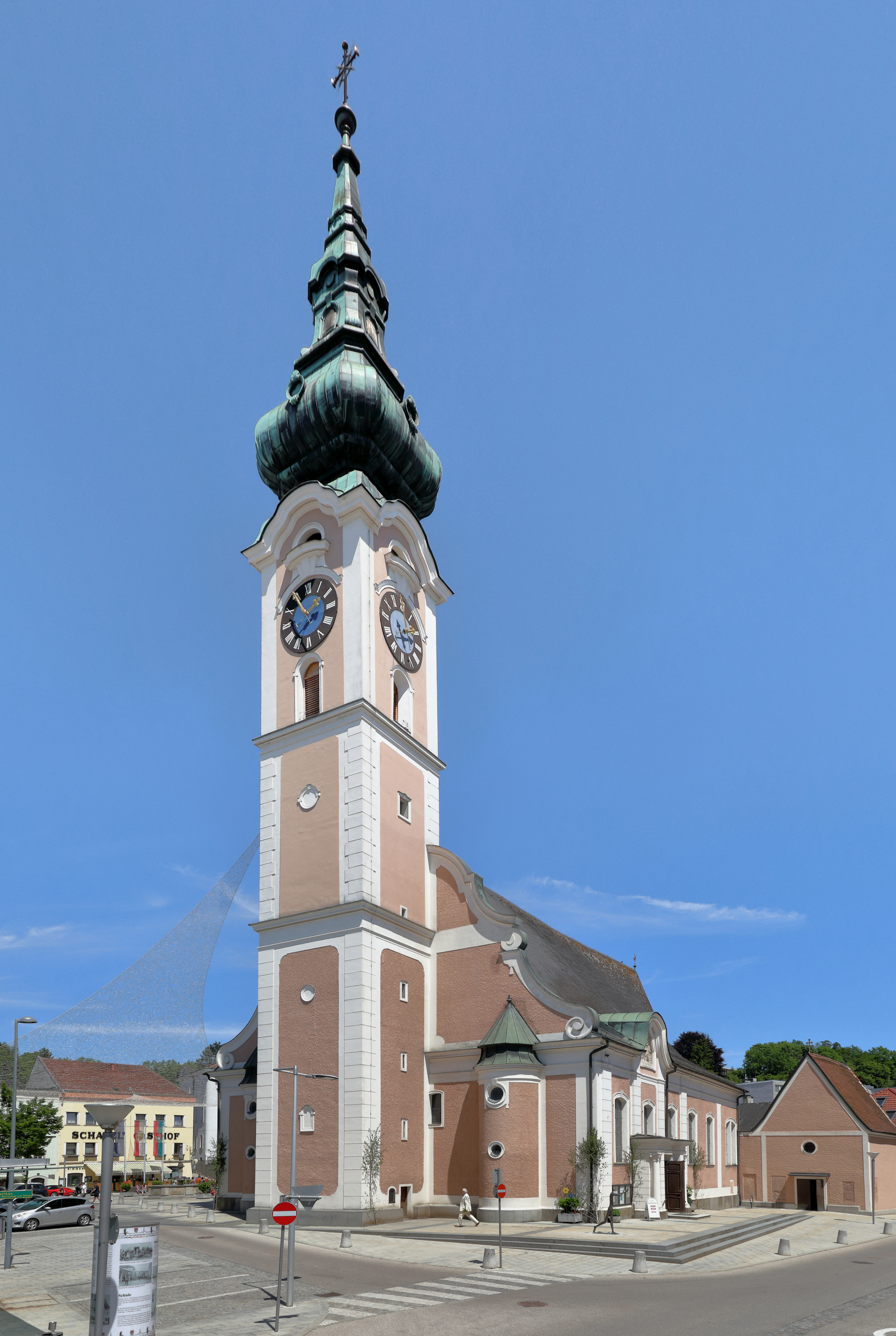
Kath. Pfarrkirche hl. Martin in Grieskirchen in Oberösterreich

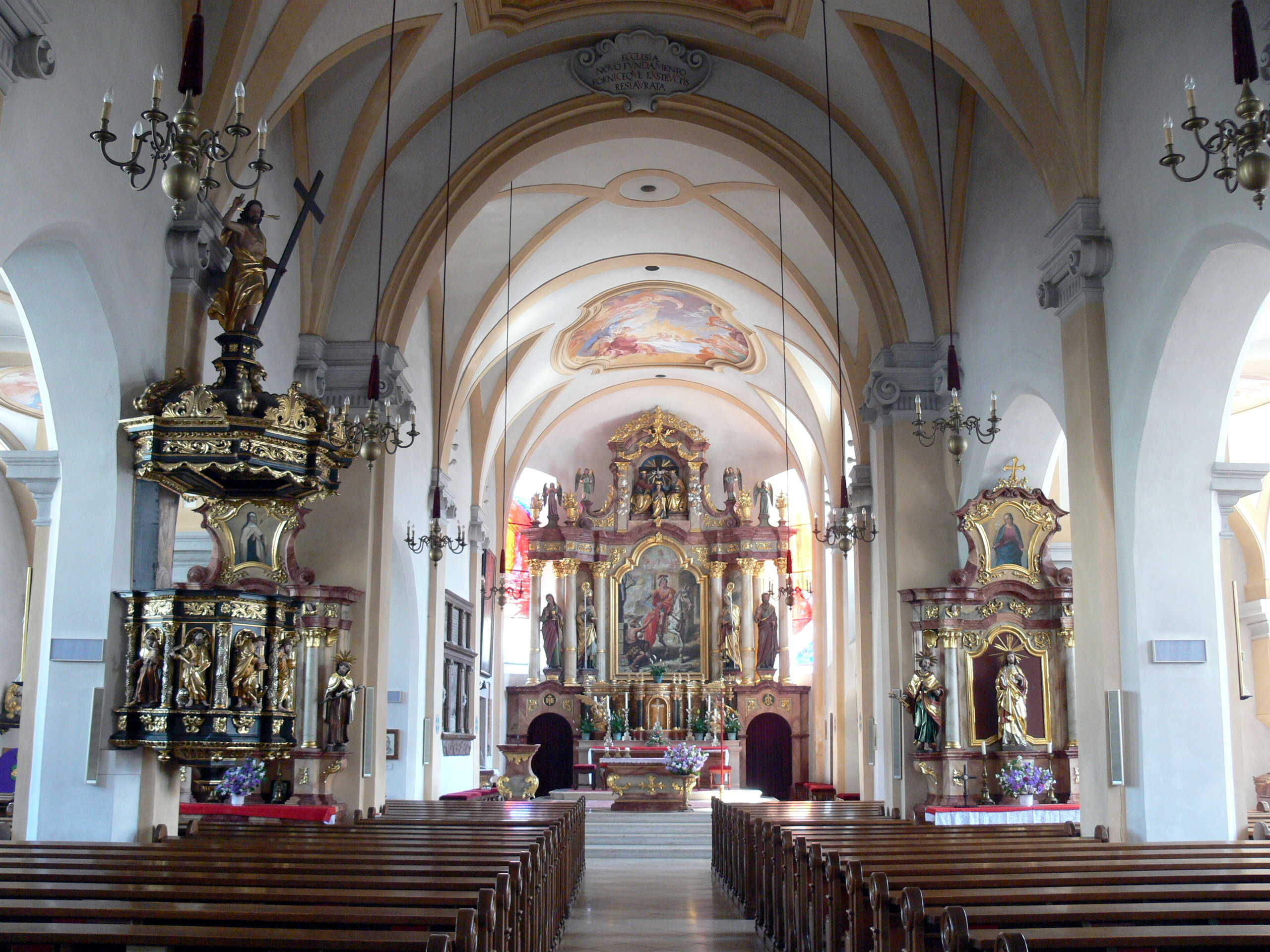
Vom Mittelschiff des Langhauses zum Chor

Die Pfarrkirche Grieskirchen steht am Stadtplatz in der Stadtgemeinde Grieskirchen in Oberösterreich. Die römisch-katholische Pfarrkirche hl. Martin gehört zum Dekanat Kallham in der Diözese Linz. Die Kirche steht unter Denkmalschutz.

## Geschichte
Eine Kirche wurde 1075 urkundlich genannt. Von der frühgotischen Basilika blieben nach der Barockisierung und Vergrößerung der Kirche um 1701/1702 nur die Mittelschiffmauern mit den spitzbogigen, einem Rundbogen angenäherten Arkaden erhalten. Der Westturm trägt eine Spitzhaube in barocken Formen aus 1909. Die Seitenportale und die Beichtkapelle wurden 1901 und 1910/1911 erbaut.

## Architektur
Das dreischiffige, fünfjochige Langhaus mit gedrückten Proportionen hat im Mittelschiff eine Stichkappentonne, die Seitenschiffe haben Kreuzgewölbe. Die quadratische Vierung und der zweijochige Chor mit einem Kreissegmentschluss haben Kreuzgewölbe. Die Grundrissachse ist gegenüber dem Langhaus nach Süden geknickt. Die beiden Querarmjoche haben flache Hängekuppelgewölbe. Die Wände zeigen eine ionische Pilastergliederung.

## Ausstattung
Der neubarocke Hochaltar entstand 1874. Die Altäre an den Langhauspfeilern von 1766 schuf Matthias Götz. Eine spätgotische Statue mit Kind von 1500 wurde später überarbeitet. Die Kanzel entstand um 1700.
Es gibt im Chor Grabsteine für Hans Adam Orth 1585 mit dem Relief Adam im Paradies, Sigismund Polheim 1598 und seine Frau 1582 mit Reliefs der vier Evangelisten und Erzengel. Es gibt weitere Grabsteine aus dem 17. und 18. Jahrhundert.

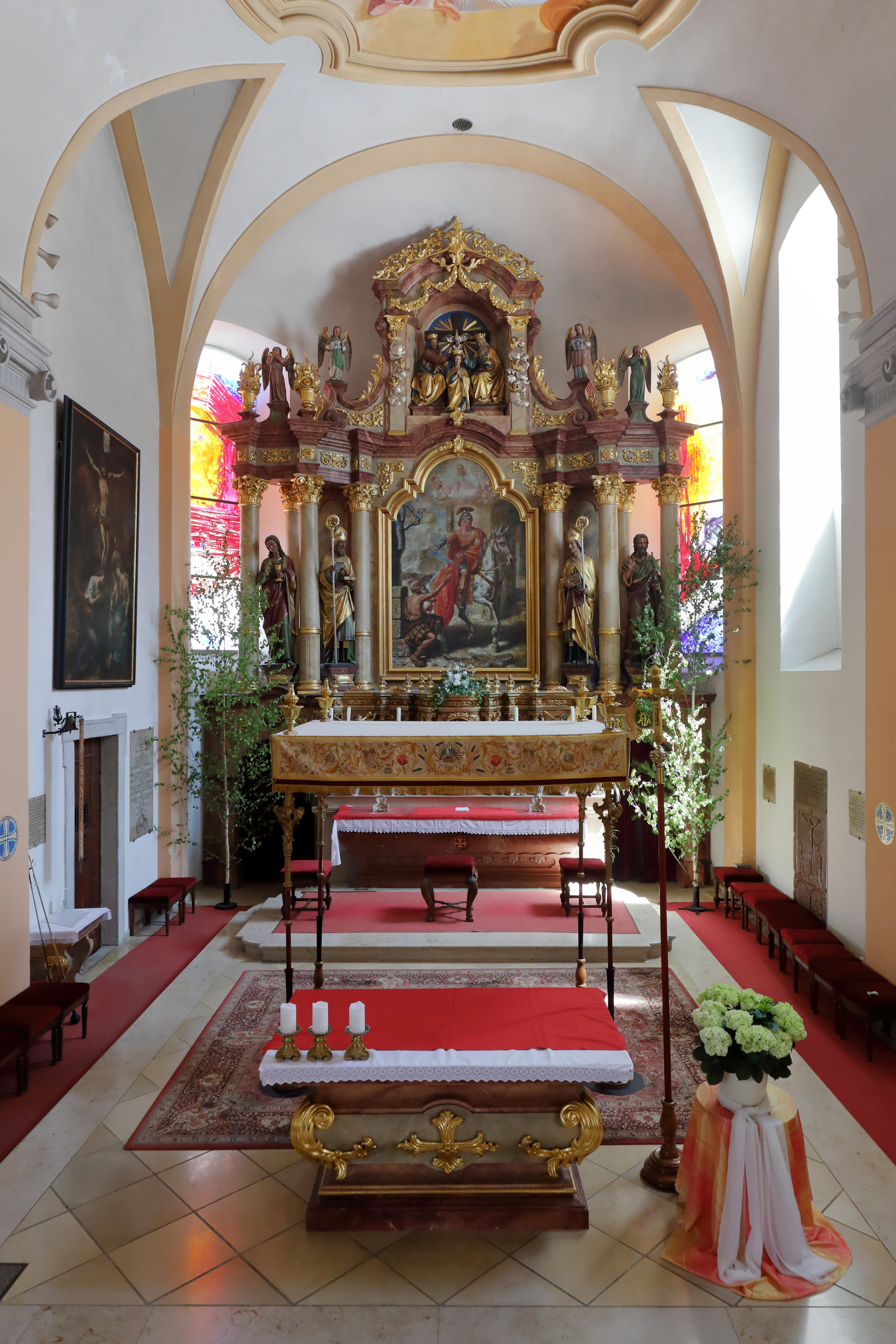
Altar- bzw. Chorraum
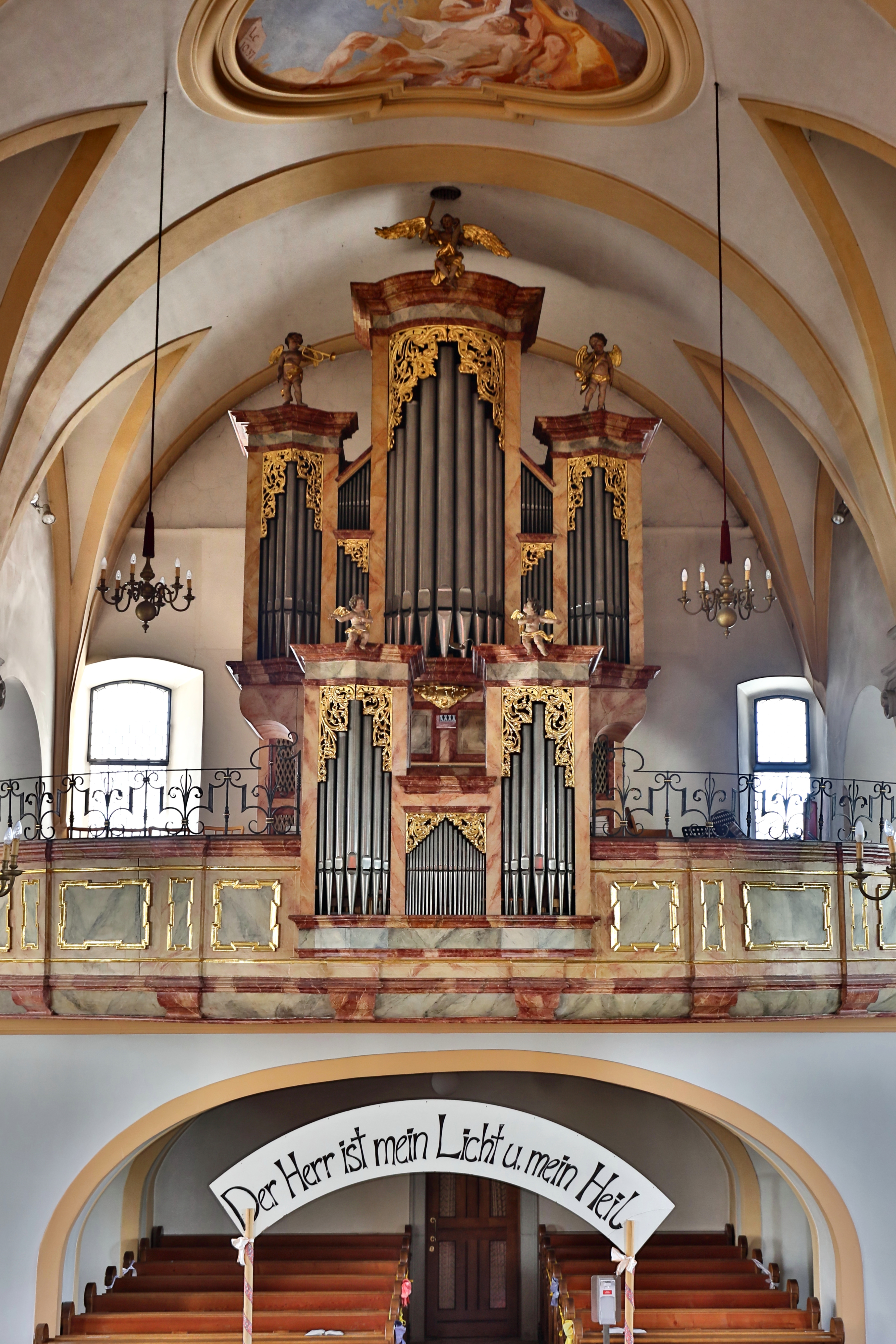
Orgelempore
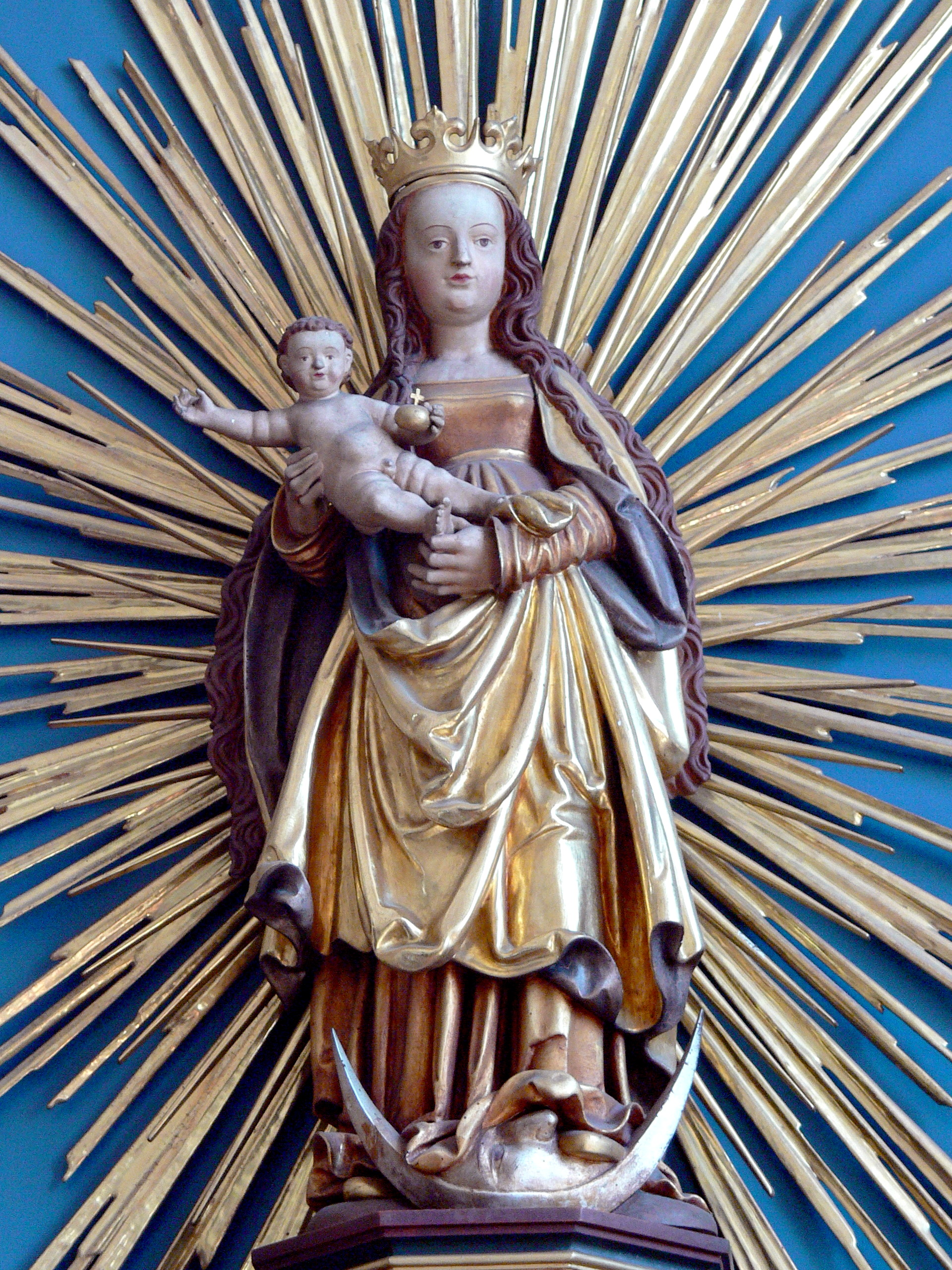
Statue Maria mit Kind im Strahlenkranz

## Sebastiankapelle

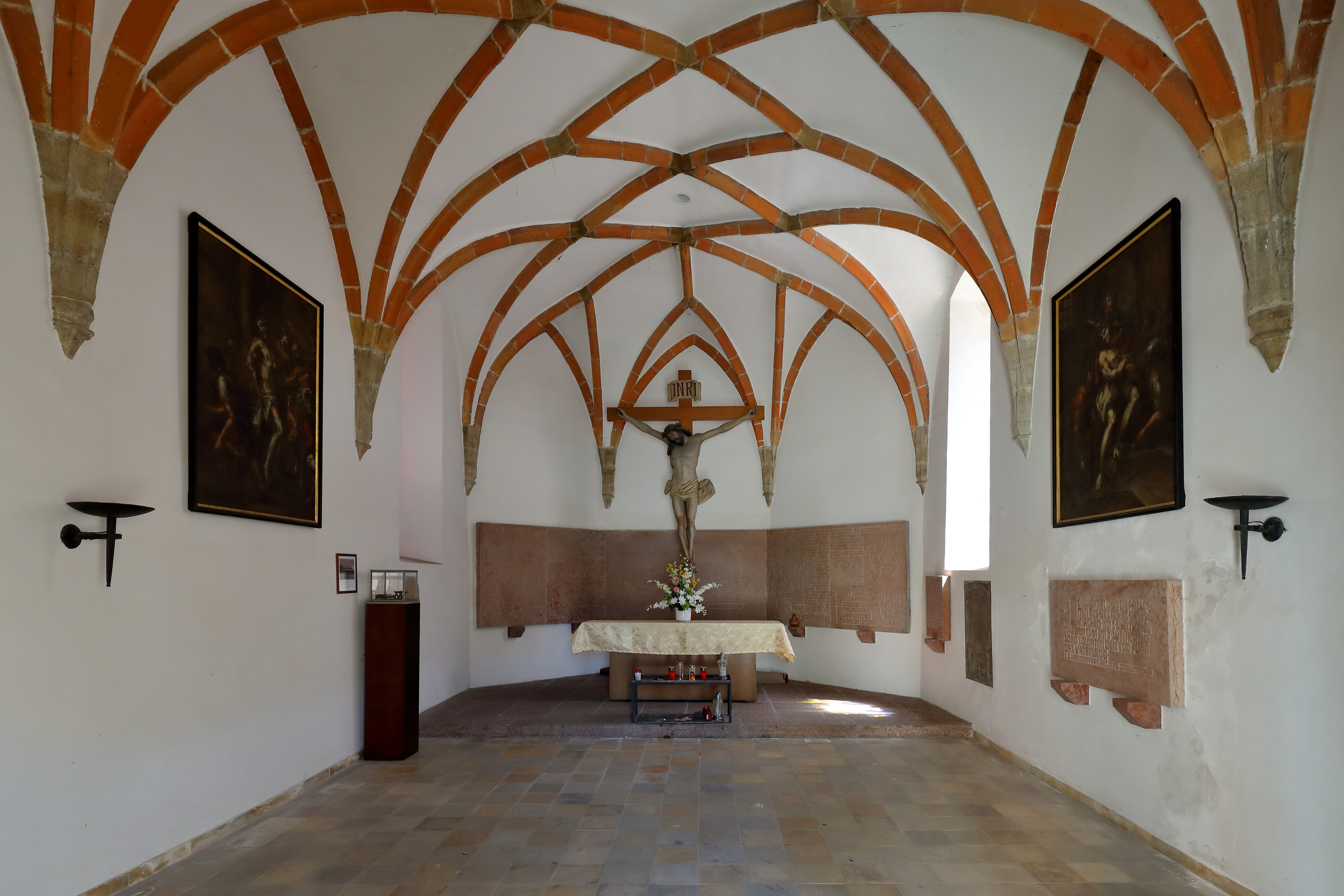
Innenansicht der Kriegergedächtnis- bzw. Sebastiankapelle

Die Sebastiankapelle bzw. Lourdeskapelle steht im Süden der Pfarrkirche. Die spätgotische Kapelle hat ein einschiffiges, dreijochiges Langhaus mit Netzrippengewölbe und Dreiachtelschluss. Der westliche Dachreiter trägt einen Pyramidenhelm. Die Einrichtung ist neugotisch. Es gibt ein Ex-Voto-Bild mit einer Ansicht von Grieskirchen aus 1713, restauriert 1954.